# Olivier Ker Ourio

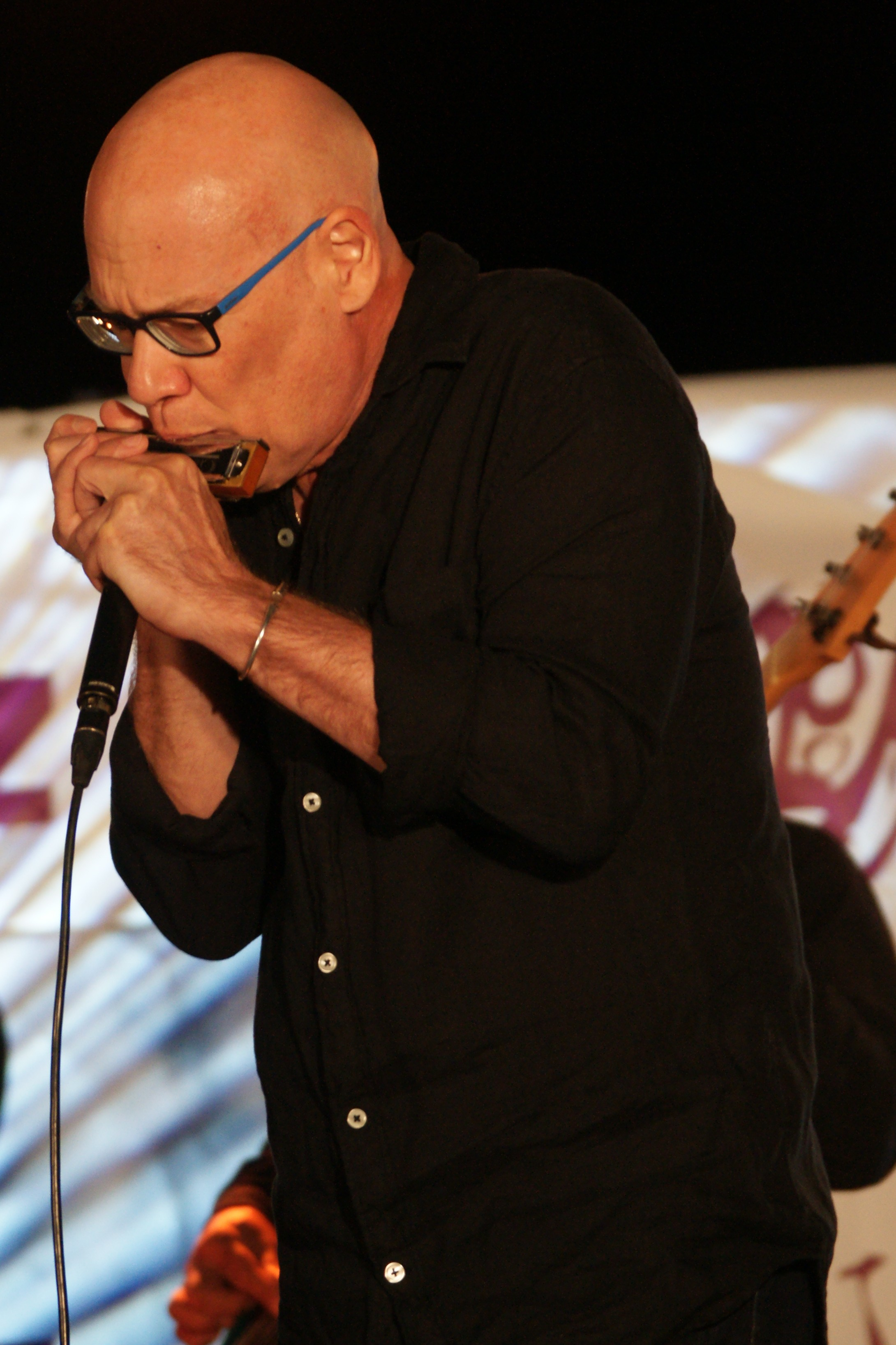
Olivier Ker Ourio, 2018

Olivier Ker Ourio (* 13. Februar 1964 in Paris) ist ein französischer Jazzmusiker (Mundharmonika).

## Leben und Wirken
Ker Ourio wuchs zunächst auf Réunion auf und entdeckte durch seinen Vater, einen Amateurmusiker, die chromatische Mundharmonika. Er studierte zunächst Informatik an der Universität Grenoble und war als Informatiker in einer Bank auf Réunion tätig, bevor er ein Musikstudium an der Jazzklasse des Konservatoriums von Saint-Denis und Saint-Paul begann und dann am Nationalkonservatorium Paris absolvierte. Er gewann 1993 beim Nationalen Jazzwettbewerb von La Défense den Solisten- und Orchesterpreis. 1994 spielte er bei Michel Legrand.
1995 zog Ker Ourio nach New York, wo er Kompositionsunterricht bei Franck Amsallem nahm. 1997 nahm er dort sein erstes Album als Bandleader, Central Park North, mit David Kikoski, Ed Howard und Clarence Penn auf. In den nächsten Jahren folgten weitere Produktionen und Tourneen. 2003 war er in arte und France 2 an der Hommage an Django Reinhardt mit Sylvain Luc und Khalil Chahine beteiligt. Auch nahm er mit der Paris Jazz Big Band, Stefano Di Battista, Diederik Wissels, Thierry Lang, Frédéric Monino, Sylvain Luc (Joko, 2006) und Francis Lai auf. Weiterhin hat er mit Bruce Arnold (Duo 2005), Aldo Romano, Georges Moustaki, Eric Longsworth, Didier Lockwood und Kevin Seddiki zusammengearbeitet.

## Diskographische Hinweise
- Central Park Nord (Pee Wee 1998)
- Volkovtrio & Sergey Starostin / Arkady Shilkloper / Igor Butman / Kaigal-Ool Khovalyg / Mola Sylla / Olivier Ker-Ourio: Much Better (Green Wave 1998)
- Oté l'ancêtre ! (Pee Wee 1999; mit Pierre de Bethmann, Gildas Boclé, Tony Rabeson, Denis Leloup und Pierrick Hardy)
- A Ride with the Wind (Naïve Records 2001)
- Olivier Ker Ourio, Danyèl Waro: Sominnkér (Cobalt 2003)
- Olivier Ker Ourio, Ralph Towner, Heiri Känzig: Siroko (E-Motive 2005)
- Oversea (Dreyfus Jazz 2007)
- Magic Tree (Plus Loin Music 2010; mit Emmanuel Bex, Philip Catherine, André Ceccarelli)
- Perfect Match (Bonsaï 2014; mit Emmanuel Bex, Matthieu Chazarenc, Nicolas Moucazambo)